# Homozeugos huillense
Homozeugos huillense är en gräsart som först beskrevs av Alfred Barton Rendle, och fick sitt nu gällande namn av Otto Stapf. Homozeugos huillense ingår i släktet Homozeugos och familjen gräs. Inga underarter finns listade i Catalogue of Life.